# Schwarzer Flughund

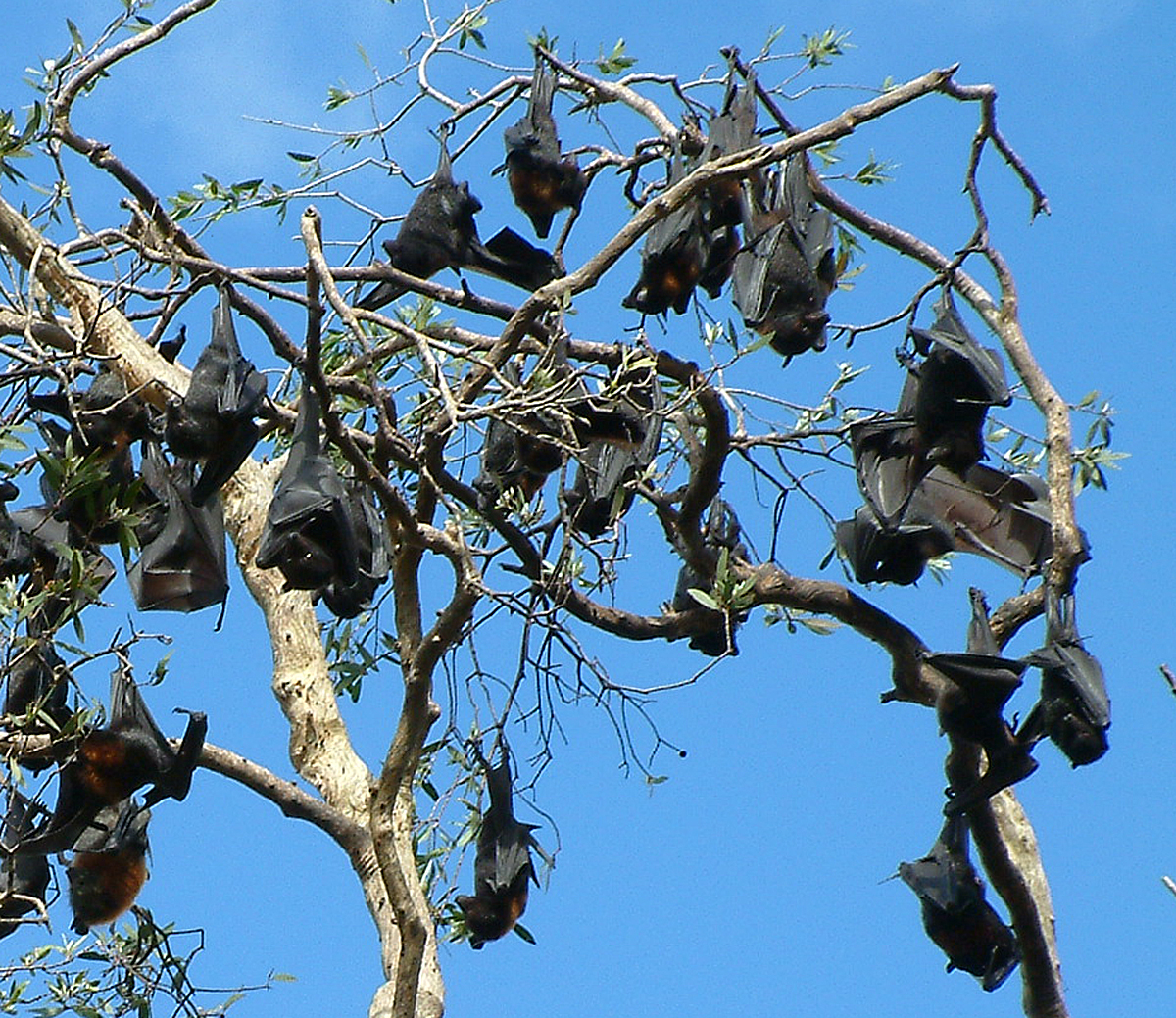
Schwarze Flughunde auf einem Baum

Der Schwarze Flughund (Pteropus alecto) ist eine Flughundart aus der Gattung Pteropus innerhalb der Familie der Eigentlichen Flughunde (Pteropodidae). Er ist in Südostasien und Australien verbreitet.
Der Artzusatz im wissenschaftlichen Namen bezieht sich auf die Gottheit Alekto aus der griechischen und römischen Mythologie.

## Merkmale
Schwarze Flughunde zählen zu den größeren Flughunden und sind Australiens größte Fledertiere. Sie erreichen eine Flügelspannweite von über einem Meter und ein Gewicht von 500 bis 980 Gramm. Ihr Fell ist überwiegend schwarz gefärbt, am Nacken befindet sich eine rötliche Zeichnung. Die Beine sind unterhalb der Knie unbehaart, wie bei den meisten Flughunden ist kein Schwanz vorhanden. Einige Tiere haben einen braunen Augenring.

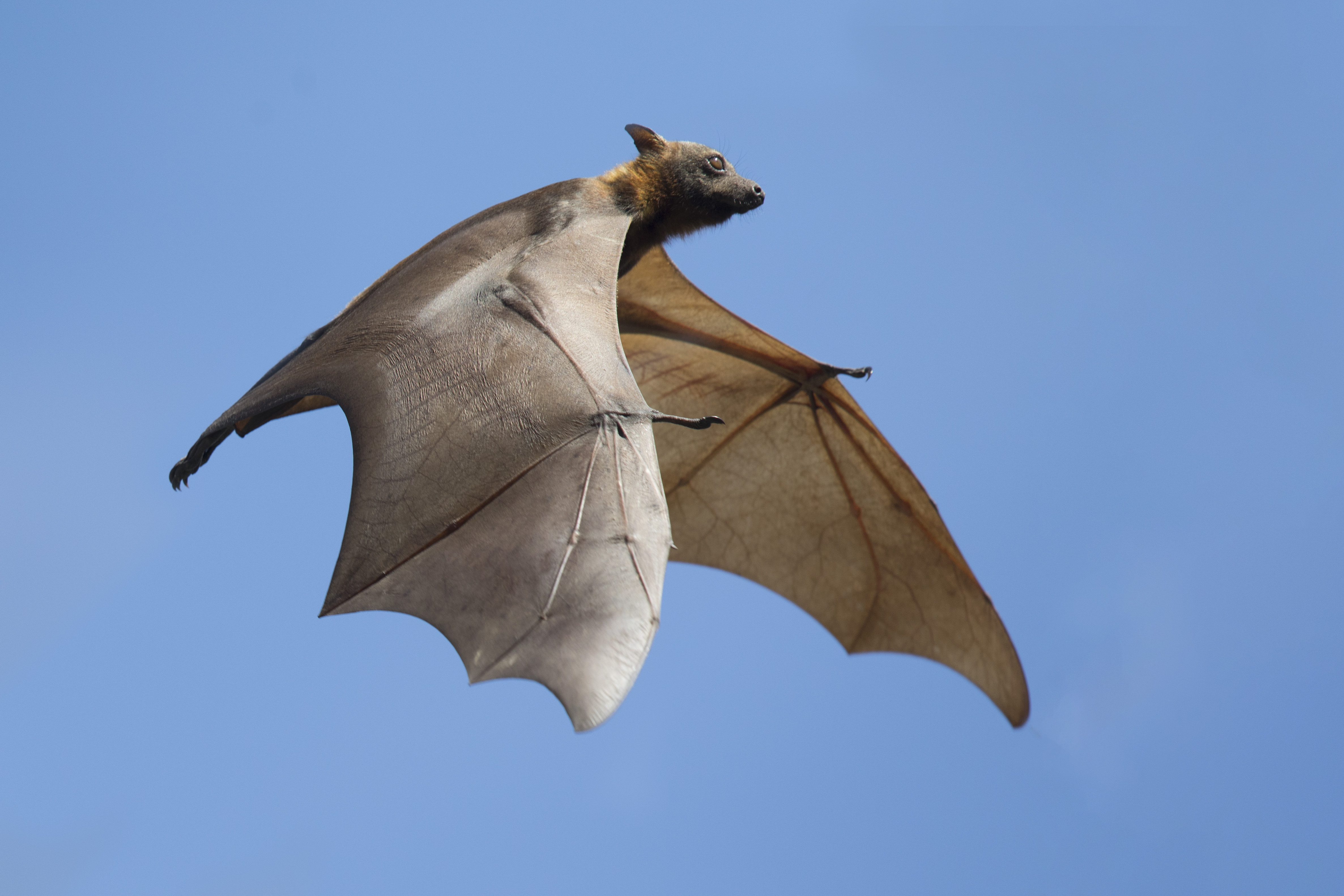
Im Flug

## Verbreitungsgebiet und Lebensraum
Das Verbreitungsgebiet der Schwarzen Flughunde erstreckt sich von den indonesischen Inseln Java und Sulawesi bis in den äußersten Süden Neuguineas und an die nördliche und östliche Küste Australiens. Hier kommen sie von der Shark Bay bis in das mittlere New South Wales vor. Ihr Lebensraum sind Bambuswälder, tropische Regenwälder und Mangrovengebiete, meist sind sie in Küstennähe zu finden.

## Lebensweise und Ernährung
Schwarze Flughunde sind wie die meisten Flughunde nachtaktiv. Tagsüber schlafen sie in großen Gruppen von bis zu 30.000 Tieren, die Schlafplätze teilen sie manchmal auch mit anderen Flughundarten. Bei Sonnenuntergang verlassen sie ihr Quartier und begeben sich auf Nahrungssuche, dabei können sie in einer Nacht bis zu 50 Kilometer zurücklegen. Ihre Nahrung besteht aus Nektar, Blüten und Früchten verschiedener Pflanzen, beispielsweise Eukalypten und Myrtenheiden. Manchmal fressen sie auch Plantagenfrüchte, etwa Mangos und Feigen.

## Fortpflanzung
Zur Paarungszeit sichern sich die Männchen ein kleines Territorium von etwa einem Meter auf einem Ast, wo sie ihre Genitalien den Weibchen präsentieren. Die Fortpflanzungszeit ist je nach Region variabel, im südlichen Australien fallen die meisten Geburten in die Monate Oktober bis März, im nördlichen Australien in den Juli oder August. Das einzelne Jungtier wird zunächst von der Mutter getragen, später während der Nahrungssuche an einem geschützten Ort abgelegt. Mit zwei bis drei Monaten kann es sie erstmals begleiten, rund drei Monate später ist es unabhängig.

## Gefährdung
Da sie manchmal in Plantagen einfallen, werden Schwarze Flughunde als Plage betrachtet und verfolgt. In Teilen ihres Verbreitungsgebietes, etwa auf Sulawesi, werden sie auch wegen ihres Fleisches gejagt. Eine weitere Bedrohung stellt die Zerstörung ihres Lebensraums dar. Trotzdem ist die Art weit verbreitet und häufig und ist laut IUCN nicht gefährdet.